# 프로그램 관리자
프로그램 관리자(Program Manager)는 윈도우 3.x 및 윈도우 NT 3.x에서 한때 쓰였던 운영 체제의 셸이었다. 이 셸은 작업 지향 그래픽 사용자 인터페이스 (GUI)를 가지고 있었는데, "프로그램 그룹"으로 묶이는 "아이콘"(프로그램에 대한 컴퓨터 바로 가기)으로 구성되어 있었다. 기존의 마이크로소프트의 구닥다리 명령줄 기반 셸(도스)을 대체한 것이었다. 마이크로소프트 운영체제를 쓰는 비교적 초보자들도 기술적 도움을 구하는 일 없이 그들의 컴퓨터를 쓸 수 있게 되었다.
마이크로소프트 윈도우의 후속 버전, 윈도우 95 및 윈도우 NT 4.0부터 프로그램 관리자는 윈도우 탐색기로 대체되었다. 한때, 윈도우 95를 설치하는 동안 사용자에게 프로그램 관리자나 윈도 탐색기 중 어느 셸을 쓸지 묻는 프롬프트가 있었다. 기존에 출시된 응용 프로그램들과의 하위 호환성을 유지하기 위해, 프로그램 관리자는 더 나중 버전의 윈도에도 포함되었다. 프로그램 관리자는 실행 창이나 명령 프롬프트에서 PROGMAN.EXE 라고 치면 실행된다. 이 파일은 이전 버전의 윈도에는 Windows 디렉터리에, 윈도우 2000이나 윈도우 XP에는 System32 디렉터리에 위치한다.

## 같이 보기
- 마이크로소프트 윈도우
- 윈도우 탐색기
- 윈도우 3.x